# 江戸川区立南葛西中学校
江戸川区立南葛西中学校（えどがわくりつみなみかさいちゅうがっこう）は、東京都江戸川区南葛西に所在する区立中学校。

## 概要
1979年に開校。葛西地区での通称は南中（なんちゅう）。全校生徒数460名（1年169名・2年146名・3年145名、2023年4月現在）。3学期制。
　03－3675－0607

## 沿革
- 1979年4月1日 江戸川区立南葛西中学校として開校。開校当初は教職員18名。
- 1979年4月6日 始業式挙行（第2学年のみ）。
- 1979年4月7日 第1回入学式挙行。
- 1979年5月1日 校章制定。
- 1979年11月10日 施設完成・開校記念式典挙行。
- 1979年11月12日 青少年健全育成会発足。
- 1981年3月20日 第1回卒業式挙行。
- 1981年4月1日 生徒数増加による東葛西中学校開校に伴い2年生118名転籍。
- 1985年4月1日 生徒数増加による南葛西第二中学校開校に伴い2年生69名転籍。

## 所在地
- 〒134-0085 東京都江戸川区南葛西5-12-1

## 校歌・校章
- 校歌の作詞は高城和雄・作曲は福家真由美である。
- 校章は南の一字と2つのSから構成されている。Sは南（South）と太陽（Sun）の頭文字である。それと共に学校から見る事が出来る躍動する波を表し、図案化したものである。

## 年間行事
- 4月 入学式、1学期始業式、対面式、スポーツテスト、三者面談、3年全国一斉学力テスト
- 5月 運動会
- 6月 生徒総会、3年修学旅行、期末考査
- 7月 1学期終業式、2年林間学校
- 9月 2学期始業式、中間考査、生徒会選挙、江戸川区中学校陸上大会
- 10月 3年三者面談、芸能祭音楽会、2年チャレンジザ・ドリーム
- 11月 開校記念日、生徒総会、江戸川区中学校弁論大会、芸能祭学芸会、3年三者面談、期末考査
- 12月 三者面談、1・2年ロードレース大会、2学期終業式
- 1月 3学期始業式、2年東京都学力調査、2年チャレンジ、百人一首大会、１年校外学習
- 2月 2年遠足、都立高校一般入試、学年末考査
- 3月 三年生を送る会、3年卒業遠足、卒業式、修了式

## 部活動

### 運動部
- バスケットボール部(男女)
- サッカー部
- 陸上競技部
- ソフトテニス部
- 卓球部
- 女子バレーボール部
- 野球部
- 剣道部
- ラグビー部
- レクリエーション部

### 文化部
- ウィンドオーケストラ部（吹奏楽）
- 美術部
- サイエンス部
- 家庭科部

## 著名な卒業生
- 大田阿斗里（警視庁警察官）
- 松井光介（東京ヤクルトスワローズ）
- 西野真弘（オリックス・バファローズ）